# Maria Bindschedler
Maria Béatrice Bindschedler (* 23. Oktober 1920 in Zürich; † 17. August 2006 in Bern), heimatberechtigt in Zürich, war eine Schweizer Mediävistin. Sie war ordentliche Professorin in Genf und Bern sowie Berns erste Dekanin.

## Leben und Arbeit
Maria B. Bindschedler war die Tochter der Mary Bindschedler-Laufer (1886–1978) und des Juristen und Bankiers Rudolf Gottfried Bindschedler. Ihr Bruder war Rudolf Bindschedler (1915–1991).
Sie lernte und lehrte in der Schweiz (Zürich, Basel, Genf, Lausanne), in Besançon (Frankreich), Freiburg i.Br. (Deutschland), Berkeley (USA) und Tampere (Finnland). In Basel wurde sie 1945 promoviert und 1952 habilitiert.

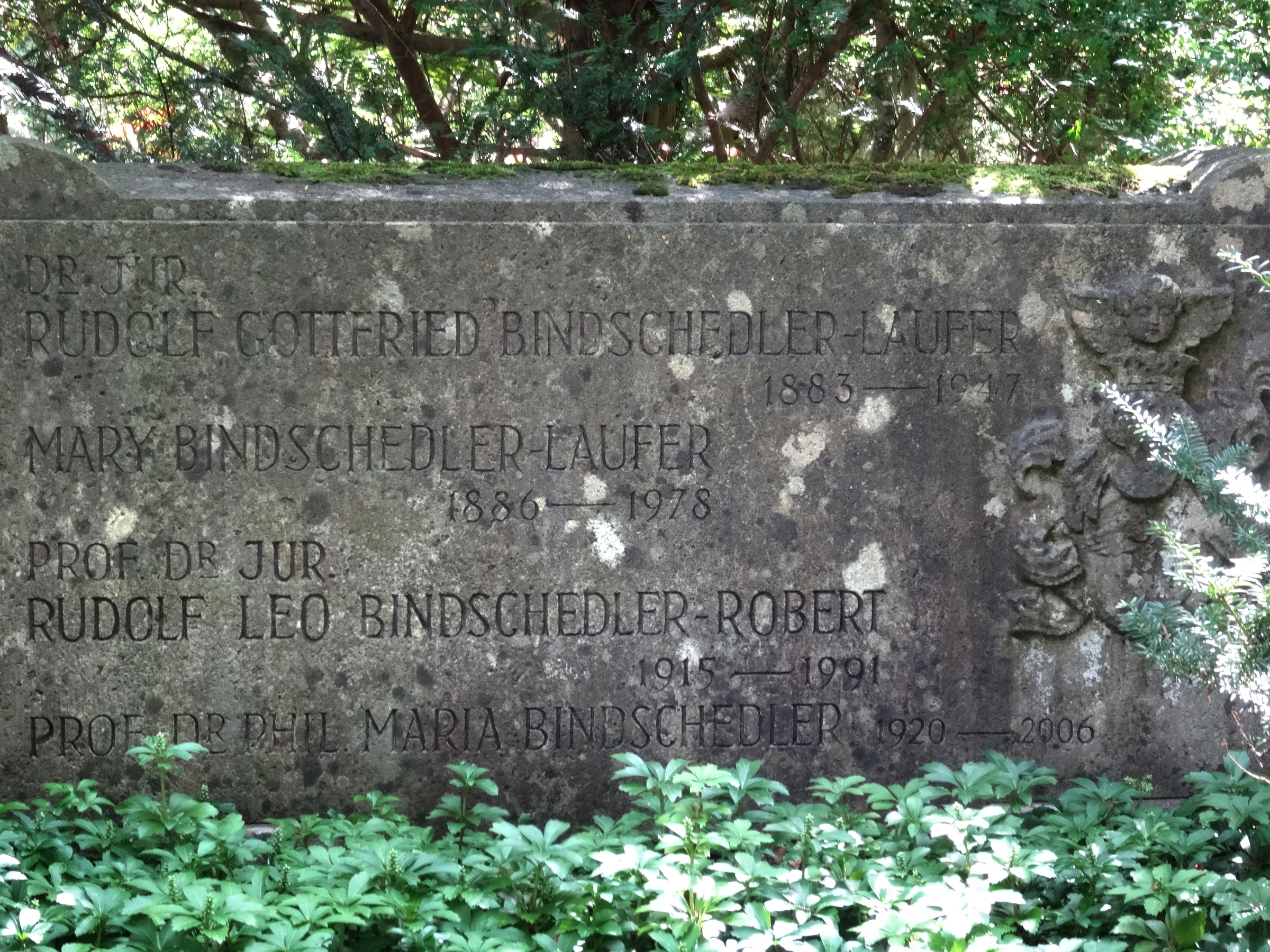
Grab, Friedhof Enzenbühl, Zürich

Sie wurde 1957, als Nachfolgerin von Gottfried Bohnenblust, ausserordentliche Professorin für ältere deutsche Literaturgeschichte. Ein Jahr später wurde sie als Ordinaria nach Genf berufen. Von 1965 bis 1976 war Bindschedler Ordinaria für Germanische Philologie an der Universität Bern. Hier war sie eine der allerersten ordentlichen Professorinnen überhaupt.
1967 wurde sie Berns erste Dekanin und damit nach der Fribourger Pädagogin Laure Dupraz (1949) die zweite der Schweiz. Bindschedler bearbeitete ein breites, über das Mittelalter weit hinausgehendes Spektrum. Ihre Forschungsschwerpunkte waren der höfische Roman und die mittelalterliche Mystik, aber auch die Werke Friedrich Nietzsches. Über ihn eine Habilitationsschrift zu verfassen, hatte sie wegen des Todes ihres Mentors Friedrich Ranke aufgeben müssen.
Maria Bindschedler sass im Vorstand bedeutender philosophischer und germanistischer Gesellschaften. Sie spielte Klavier und schrieb Gedichte unter dem Pseudonym Béatrice May. Ihre letzte Ruhestätte fand sie auf dem Friedhof Enzenbühl in Zürich.

## Ehrung und Stiftung
Im Berner Mittelalter Zentrum (BMZ) finden seit 2008 die Maria Bindschedler Gastvorlesungen statt. In ihrem Gedenken und auf der Basis einer von ihr eingerichteten Stiftung sollen jeweils Grundfragen der Mediävistik behandelt werden.

## Veröffentlichungen (Auswahl)
- Der lateinische Kommentar zum «Granum sinapis». Basel 1949.
- Vom mystischen Leben. Meister Eckhart – eine Auswahl aus seinen deutschen Predigten. Basel 1951.
- Meister Eckharts Lehre von der Gerechtigkeit. [Deutschland] 1953.
- Nietzsche und die poetische Lüge. Basel 1954.
- Der Tristan von Gottfried von Strassburg. Stuttgart 1954.
- Der Bildungsgedanke im Mittelalter. Basel 1954. Auch in: Deutsche Vierteljahrsschrift für Literaturwissenschaft und Geistesgeschichte. Band 29, 1955, S. 20–36.
- Gottfried von Strassburg und die höfische Ethik. Halle 1955.
- Nietzsches Briefe an Meta von Salis. Zum 100. Geburtstag der Schriftstellerin am 1. März 1955. In: Neue Schweizer Rundschau. Neue Folge. Jahrgang 22, 1955, Nr. 12, S. 707–721. (Digitalisat)
- Die Dichtung um König Artus und seine Ritter. [Deutschland] 1957.
- Guot und güete bei Hartmann von Aue. Stuttgart 1963.
- Tierdarstellungen in der deutschen Dichtung des Mittelalters. Zürich 1967.
- Der Ritter Gawan als Arzt oder Medizin und Höflichkeit. In: Schweizer Monatshefte. Band 64, 1984, S. 729–743.